# 奧佐爾涅基車站
奧佐爾涅基車站是位於拉脫維亞奧佐爾涅基的一座鐵路車站，啟用於1929年。位於里加-葉爾加瓦鐵路上。